# Die Vogelpredigt oder Das Schreien der Mönche
Die Vogelpredigt oder Das Schreien der Mönche (internationaler Titel St. Francis’ Birds Tour) ist ein Schweizer Spielfilm von Clemens Klopfenstein aus dem Jahr 2005. Er vereint Elemente von Komödie, Satire und Horrorfilm und thematisiert Probleme des Schweizer Filmschaffens.

## Handlung
Der Schauspieler Max und der Musiker Polo sind im Auto auf dem Weg nach Süden. Sie wollen in Italien den Filmregisseur Clemens «Klopfi» Klopfenstein, treffen, um ihm Max’ Filmidee vorzustellen. Ob Klopfenstein überhaupt da sein und sie empfangen wird, wissen sie nicht – Max hat ihm zwar einen Brief geschrieben, aber telefonisch ist der Regisseur nicht erreichbar. Max und Polo möchten einen Mainstream-Film mit «Sex and Crime» machen, «der beim Publikum ankommt». Max erhofft sich, endlich «bedeutende Charaktere in bedeutenden Situationen, die etwas Bedeutendes machen», spielen zu können, statt Figuren wie Hausmeister und Geranienzüchter. Beide sind eher schlecht gelaunt: Polo regt sich über die Abmischung seiner neuen CD auf, Max beklagt die Schwierigkeiten, die man als Schauspieler bei der Wohnungssuche habe.
Unterwegs schildert Max Polo seine Vision des geplanten Films, eines actionreichen Dramas in der afrikanischen Wüste. Dazwischen gibt er sich Träumereien hin, in denen immer die gleiche junge Frau vorkommt, eine in einer Migros-Filiale in Bern arbeitende Kassiererin. Eine Panne macht die Weiterfahrt unmöglich. Als Max wiederum in einem Traum versinkt, stürzt er auf die Strasse und verletzt sich am Kopf. Die beiden finden Aufnahme in einem italienischen Frauenkloster, wo Max verarztet wird. Auch die Schwester Pförtnerin hat das Gesicht von Max’ «Traumfrau». Durch ein Fensterchen erspähen Polo und Max einen Mönch, der in der Kirche einen antikapitalistisch-christlichen Monolog einübt – «Das Kapital muss vernichtet werden und mit Jesu Blut verdichtet werden». Erhöht thront eine lebende Pietà mit Ursula Andress als Madonna. Der Mönch verzweifelt an seinem Monolog und fleht die Madonna vergeblich um Hilfe an.
Max und Polo setzen ihren Weg zu Fuss fort. Nach einem Marsch durch eine verschneite Berglandschaft gelangen sie im Valle Umbra an, wo sie den Regisseur zu finden hoffen. Sie besteigen einen Bus, der Touristen zum Wald bringt, wo Franz von Assisi seine Vogelpredigt gehalten haben soll, und der sie in der Nähe von Klopfensteins Wohnhaus absetzt. Als sie bei Klopfenstein ankommen, sind anfänglich beide Seiten eher konsterniert: Max und Polo finden den Regisseur mit seinem wuchernden Bart seltsam verwildert und sein Haus bedenklich heruntergekommen, während Klopfenstein auf das von Max unverzüglich mit Begeisterung vorgetragene Projekt eines Actionfilms mit Verfolgungsjagden quer durch Afrika nur mit Kopfkratzen reagiert.
Klopfenstein lädt Max und Polo zum Essen ein. Als Material zum Anfeuern des Kamins verwendet er Seiten eines Drehbuchs mit dem Titel Der Mondscheinmönch. Max findet darin die Szene, die er und Polo im Kloster beobachtet hatten. Während des Essens findet Klopfenstein zurückhaltend freundliche Worte für Max’ Projekt, sieht aber ein Problem darin, schon wieder ein neues grosses Filmprojekt anzugehen, nachdem er gerade vier Jahre an einem solchen gearbeitet habe. Ursula Andress und Mathias Gnädinger hätten mitgemacht, er habe auch Beiträge der Filmförderung erhalten, aber das Projekt über «Klöster, Kapitalismus, Konsumismus» sei an den Kosten gescheitert. Max und Polo halten nichts von «Klosterfilmen» und wettern über die Schweizer Filmschaffenden, die sich vom Staat Filme finanzieren liessen, die niemand sehen wolle. Klopfenstein solle doch Gedichte schreiben, wenn er Kunst machen wolle – er antwortet, es gebe eben keine eidgenössische Gedichtförderung. Allgemeines Gelächter.
In einem erträumten Dialog mit seinem Schauspieler Gnädinger beklagt sich Klopfenstein darüber, dass er keinen Schauspieler für die Rolle des Franz von Assisi finde. Nach einem Vorschlag Gnädingers geht Klopfenstein am nächsten Morgen mit Max und Polo in den Wald, um Probeaufnahmen zu machen. Die beiden tragen Franz’ Vogelpredigt vor. Klopfenstein verschwindet im Wald, um von einem Felsen eine Totale aufzunehmen. Als er nicht mehr auftaucht, machen sich Max und Polo auf die Suche nach ihm und irren in ihren Mönchskutten, nach Klopfenstein rufend, im Wald umher. Sie übernachten im Wald. Als sie anderntags im Wald auf die Ruine einer Kirche stossen, erblickt Max in einem verwitterten Fresko «die von der Migros», seine Traumfrau. Sie finden Klopfensteins Kamera und blutige Kleidungsstücke – das Filmmaterial in der Kamera dokumentiert im Found-Footage-Stil, wie Klopfenstein im Wald einer Attacke von Wölfen zum Opfer fiel.
Max und Polo marschieren durch die Berglandschaft zurück. Polo ist enttäuscht, verbittert und möchte nur noch nach Hause, während ihn Max zu ermuntern versucht – er kenne einen finnischen Regisseur in Portugal, diesen würden sie nun aufsuchen.

### Alternativer Schluss
Auf der DVD-Edition des Films ist auch ein «alternativer Schluss, mystisch» enthalten. Er beginnt mit einer Erklärung des Regisseurs, dass dieser ursprüngliche Schluss mit Ursula Andress und Mathias Gnädinger zwar teuer gewesen sei, aber nicht zum Rest des Films gepasst habe. In dieser Fassung finden Max und Polo erst aus dem Wald, nachdem sie in der Ruine von Franz’ Kirche im Wald «aufgeräumt» und eine heruntergefallene Glocke wieder an ihren Platz gehängt haben. Ursula Andress kocht Spaghetti für Gnädinger und Klopfensteins Sohn Lukas – mit Eiern, die Klara von Assisi in der Gestalt von Max’ Traumfrau aus dem Wald bringt. Als die Glocke der Kirche wieder läutet, öffnet Andress das Fenster und ruft aus: «Die Glocken von Santa Chiara! Miracolo, miracolo, miracolo!» Dazwischen geht Klopfenstein näher auf sein gescheitertes Projekt Der Mondscheinmönch und die Dreharbeiten zum verworfenen Schluss der Vogelpredigt ein.

## Hintergrund
Die Vogelpredigt ist der vierte Langfilm, den Clemens Klopfenstein mit Max Rüdlinger und Polo Hofer gedreht hat. Vorangegangen waren E Nachtlang Füurland (1981) und Füürland 2 (1991) in Co-Regie mit Remo Legnazzi sowie Das Schweigen der Männer (1997). Rüdlinger und Hofer waren auch die Darsteller in Klopfensteins 33-minütigem Wanderfilm Die Gemmi – ein Übergang von 1994. Rüdlinger spricht in seiner Rolle des Max den Film Das Schweigen der Männer an, den sie mit Klopfenstein gemacht hatten, und betrachtet sein Projekt als ein Weitermachen mit den gleichen Leuten, «aber jetzt ganz anders».
In einem «Statement des Regisseurs» in Form von Texttafeln auf der DVD geht Klopfenstein auf die Hintergründe der Produktion ein: Eine Produzentin habe ihn um eine «schräge gothic-Story» für einen deutschen Privatfernsehsender gebeten. Er habe darauf sofort Der Mondscheinmönch geschrieben, es sei aber nichts weiter geschehen. Als er danach einen Drehbuchkredit «beim staatlichen Fernsehen» erhalten habe, habe er drei Jahre daran geschrieben und das Budget sei immer enormer geworden. Die entnervte Produzentin habe am Schluss gemeint, sie könne einen solchen Film nicht finanzieren und er solle mit dem restlichen Drehbuchgeld etwas in «seinem Stil» drehen.

„Wenn das Stichwort «dein Stil» fällt, weiss ich sofort, was es geschlagen hat: Ich soll wieder wie immer alles selber machen, von der Finanzierung bis zur Kamera. Ich war deprimiert und begann einsame alte Männer zu malen, die abends alleine vor dem Feuer sitzen und viel billigen Wein trinken.“

Nach einem Treffen mit Ursula Andress anlässlich einer Einladung an die Schweizer Botschaft in Rom erklärte sich die Schauspielerin bereit, die Madonna im Mondscheinmönch zu spielen. Über diesen Teil der Geschichte kam Klopfenstein aber nicht hinaus. Er hatte «keine Lust mehr, diesen verknorksten Klosterjohnny in die Welt zu setzen». Er wollte nun, nachdem sich seine «alten Freunde Max und Polo» wieder aufs Tapet gedrängt hätten, alles miteinander verbinden: «Den grossen schweren Film, den kleinen leichten Film und einen found Kamerafilm».
Nach der Vogelpredigt wollte Klopfenstein eigentlich keine Filme mehr drehen. Nach einem gemeinsamen Auftritt mit Polo Hofer während einer Retrospektive fühlte er sich aber angeregt, noch einen weiteren Film mit Hofer und Rüdlinger zu drehen. Polo Hofer, dessen gesundheitlicher Zustand sich stark verschlechtert hatte und der im Juli 2017 starb, konnte an diesem Projekt letztlich nicht mehr persönlich mitwirken. Im realisierten letzten Film der Serie um die Freunde Max und Polo, Das Ächzen der Asche von 2018, steht Max in einem erdachten Dialog mit Polo, der von einer Skulptur – Polos Kopf als Büste, die Max mit sich herumträgt – verkörpert wird.

## Rezeption
Die deutschsprachige Kritik äusserte sich überwiegend positiv. In einem Artikel in der WOZ zu den Solothurner Filmtagen 2005, die von der Vogelpredigt eröffnet wurden, bezeichnete Veronika Rall den Film als «bitterbösen Exkurs zum Thema Filmschaffen in der Schweiz». Auf Kino.de und von der Süddeutschen Zeitung wurde der Film mit The Blair Witch Project verglichen. Für das Lexikon des internationalen Films ist Die Vogelpredigt eine «höchst komische Reflexion über Kunst und Kommerz» und Thomas Binotto schrieb in seiner Kritik in der NZZ, dass der Film für Kenner der Schweizer Filmszene «höchst unterhaltsam, weil anspielungsreich und selbstironisch» sei. Allerdings, so Binotto, dürfte Die Vogelpredigt für Nichteingeweihte «etwa so unterhaltsam sein wie eine päpstliche Enzyklika». Auch Marcy Goldberg fragt sich auf der Website des Schweizer Filmjahrbuchs Cinema, ob Pointen mit Namen von Fernsehredakteuren und Filmpolitikern «nicht zu sehr mit Aktualitäten verbunden sind, so dass in fünf Jahren wohl kaum noch jemand darüber lachen wird».

## Auszeichnungen
- Publikumspreis Grenzland-Filmtage Selb 2005

Die Vogelpredigt war 2006 für den Schweizer Filmpreis in der Kategorie Bester Spielfilm nominiert. Ebenfalls nominiert war Max Rüdlinger in der Kategorie Beste Hauptrolle für seine Rolle in diesem Film.